# 定貴人
定貴人（ていきじん、? - 道光22年12月14日（1843年1月24日））は、清の道光帝の妃嬪。姓は孫佳（スンギャ）氏または孫氏。満洲鑲紅旗の出身。提督桂明（行八）の姉。亡くなるまで40年以上にわたり道光帝に仕えていた。

## 生涯
最初、嘉慶帝第二皇子綿寧（後の道光帝）の潜邸に侍る格格として仕えた。
嘉慶25年（1820年）9月5日、孫氏は定貴人に封ぜられた。
道光元年（1821年）、恬嬪とともに承乾宮に居住。
道光11年（1831年）、儲秀宮に移る。道光18年（1838年）2月25日には延禧宮に住んでいた。
道光22年（1842年）12月14日、逝去した。12月17日、敬事房の首領・劉平が、定貴人の侍女大妞らの食事を停止するよう命じた。
道光25年（1845年）11月2日（卯の刻）、恬嬪の金棺とともに清西陵へ移され、同月7日、慕東陵に安葬された。

## 伝記資料
- 『清史稿』
- 『清仁宗実録』
- 『清宣宗実録』
- 『清実録』